# Паркер Отто Еклі
Паркер Отто Еклі (25 травня 1903, Гранвілл, штат Нью-Йорк — 23 серпня 1989, Солт-Лейк-Сіті, Юта, США) — американський зброяр, виробник стволів, автор, оглядач та розробник кустарних набоїв. Лінійка кустарних набоїв Ackley Improved була розроблена для легкої заміни калібру існуючої вогнепальній зброї та вогневого формування набоїв для збільшення конусності та кута плеча гільзи, що збільшувало внутрішній об'єм. Еклі покращував не лише стандартні набої, а також популярні кустарні набої і першим створив набій центрального запалення .17 калібру (4,5 мм).

## Біографія
Еклі почав займатися зброярством в Орегоні в 1936 році, але ця діяльність була перервана Другою світовою війною. В 1945 році він відкрив нову майстерню в Тринідаді, штат Колорадо, і незабаром став одним з найбільших виробників нестандартної зброї в США. Він також був співробітником журналів Guns&Ammo та Shooting Times, а з 1946 по 1951 рік був інструктором Тринідадському державному молодшому коледжі, де він багато експериментував у галузі вогнепальної зброї.

## Кустарні набої та набої Ackley Improved

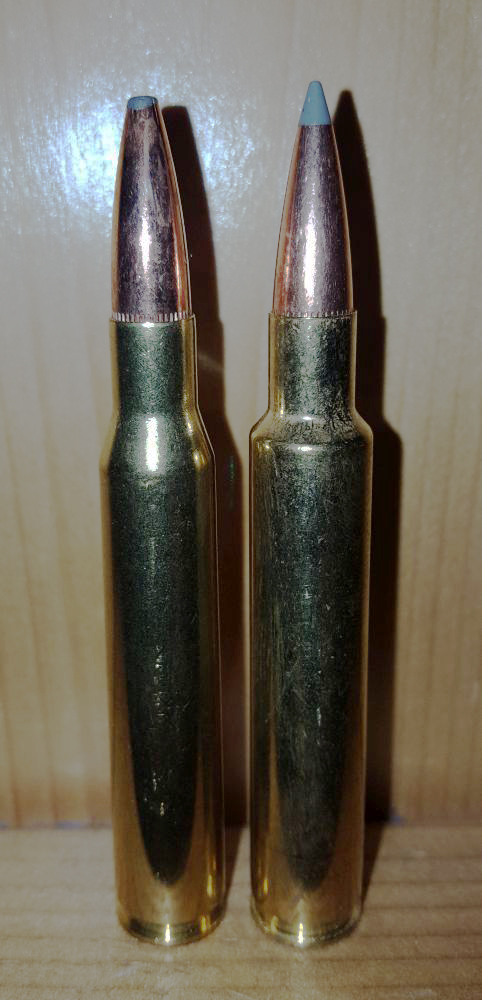
.280 Remington та Ackley Improved

Нижче наведено перелік набоїв Еклі, в тому числі версія «Improved» (вимагають лише вогневого формування), і більш складні версії, що передбачають зменшення довжини гільзи або зміну калібру. Окрім простоти виробництва, зброя, здатна стріляти набоями «Improved», також може стріляти звичайними заводськими набоями, що дозволяє стрільцю використовувати звичайні набої, коли немає кустарних.
- .17 Ackley Hornet, зроблено на базі набою .22 Ackley Hornet шляхом обтискання дульця до .17 калібру (4,5 мм)
- .17 Ackley Bee, зроблено на базі набою .218 Improved Bee шляхом обтискання дульця до .17 калібру (4,5 мм)
- .22 Ackley Improved Hornet, покращений .22 Hornet
- .218 Ackley Improved Bee, покращений .218 Bee
- .219 Zipper Improved, покращений .219 Zipper
- .22/.30-30 Ackley Improved, зроблено на базі набою .30-30 Ackley Improved шляхом обтискання дульця до .22 калібру (5,56 мм)
- .22-250 Ackley Improved, покращений .22-250 Remington
- .223 Ackley Improved, покращений .223 Remington[6]
- .224 Belted Express, зроблено на базі набою .30-06; кілька матриць було випущено RCBS
- .228 Ackley Magnum, зроблено на базі набою 7×57mm Mauser шляхом обтискання дульця до .228 калібру (5,8 мм); кулі такого розміру важко знайти, але є важчими за кулі .223 калібру, до 6,5 г.
- 6mm AR Improved / 6mm AR Turbo, покращений 6mm AR (обтиснений 6.5mm Grendel).
- 6 mm/.30-30 Improved, набій .30-30 Ackley Improved обтиснений до 6 мм (.243)
- .243 Ackley Improved, покращений .243 Winchester
- .25 Ackley Krag, набій .30-40 Krag обтиснений до .25 калібру (6,2 мм)
- .25-06 Ackley improved, покращений .25-06 Remington з кутом плеча в 40 градусів
- .25 Ackley Krag Short, дещо коротший за .25 Ackley Krag
- .250-3000 Ackley Improved, покращений .250-3000 Savage
- .257 Ackley Improved, покращений .257 Roberts
- .260 Ackley Improved, покращений .260 Remington
- .270 Winchester Ackley Improved, покращений .270 Winchester[7]
- 7×57mm Mauser Ackley Improved, покращена версія набою 7×57mm Mauser з кутом плеча в 40 градусів.
- .280 Ackley Improved, покращена версія набою .280 Remington з кутом плеча в 40 градусів. Він дублює балістику набою 7мм Remington Mag, але містить на 30 % менше пороху та менше впливає на ствол. Зареєстрований в SAAMI компанією Nosler.
- .30-30 Ackley Improved, покращений .30-30 Winchester

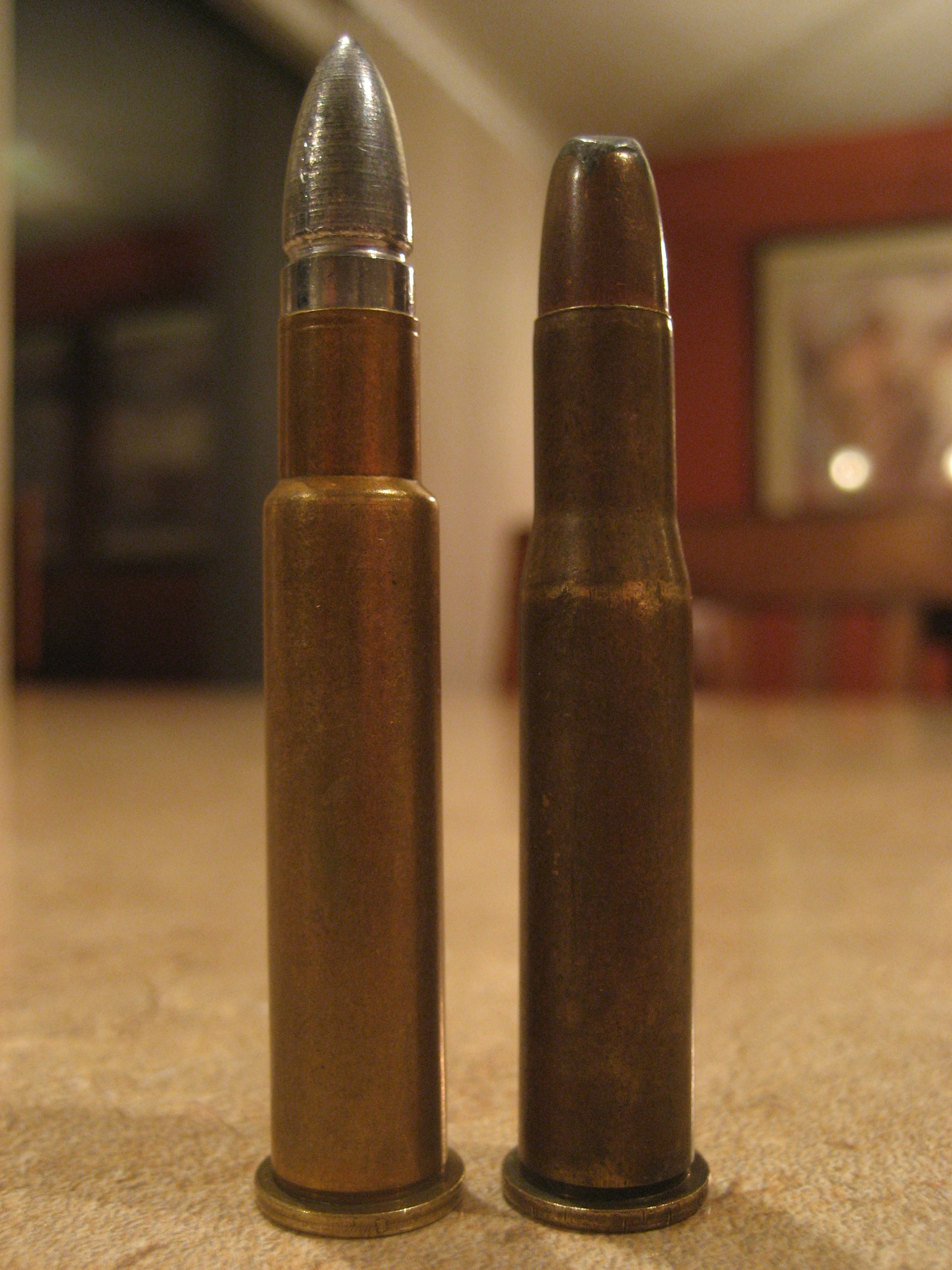
.30-30 Ackley Improved (ліворуч) .30-30 Winchester (праворуч)

- .30-06 Ackley Improved, покращений .30-06 Springfield
- .30 Ackley Magnum No. 1 та No. 2 короткі, на базі набою Holland &amp; Holland магнум з пояском, версія No. 2 для затворів зі стандартною довжиною (клас .30-06)
- .303 Ackley Improved, покращена версія службового набою .303 British Mark VII
- .338-06 Ackley Improved, покращений .338-06 A-Square (дульце набою .30-06 збільшене до .338 калібру)
- .348 Ackley improved, покращений .348 Winchester який на 60 м/с швидший.
- .35 Ackley Magnum No. 1 та No. 2 короткі, на базі гільзи .30 Ackley Magnum; є також покращена версія No. 2.
- .450 Ackley Magnum, на базі .375 H&H Magnum дульце збільшено до .458 калібру
- .475 Ackley Magnum, на базі .375 H&amp;H Magnum дульце збільшено до .475 калібру (12 мм)

## Інші дослідження
Еклі не лише створював кустарні набої; він також був дослідником, часто випробовував вогнепальну зброю на знищення для отримання інформації. Він також розробив кілька експериментальних набоїв, які були скоріше тестовими, а не практичними. Одним з цих експериментальних набоїв став набій .22 Eargesplitten Loudenboomer. Цей набій Еклі розробив для Боба Гаттона з журналу Guns &amp; Ammo і був створений лише для досягнення дулової швидкості понад 1500 м/с. Заряд Еклі міг розігнати кулю вагою 3,2 грами лише до швидкості 1400 м/с (4,2 Маха). Набій базується на гільзі набою .378 Weatherby Magnum. Поява нових набоїв з порохом, що згоряє повільно, могла змінити рівновагу.
Інший набій, .17 Flintstone Super Eyebunger, створений на базі набою .22-250 шляхом обтискання до .17 калібру, був використаний австралійським зброярем Біллом Гамбі-Кларком, щоб досягти швидкості 1462 м/с при стрільбі зі зброї зі стволом довжиною 1300 мм.

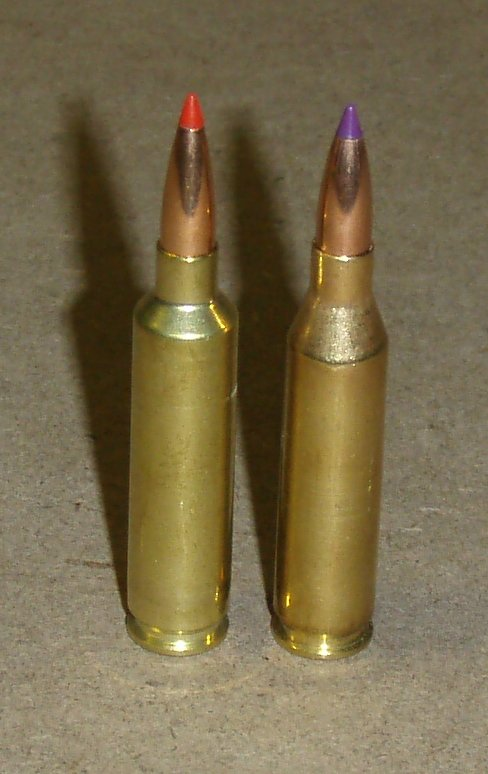
Набій .243 Winchester (праворуч) поряд з набоєм Ackley Improved; зверніть увагу, що змінено лише кут плеча на більш гострий, що є типовим для набоїв Ackley Improved. У цьому випадку діаметр плеча набою Improved зазвичай залишається таким же, як і в оригінальній гільзі набоїв .456-.457 калібрів без істотних змін у конусності корпусу. Однак існують незначні варіації з деякими зображенням, де можна побачити дещо більший діаметр плеча набою .460 калбіру.